# Le Dorat
Le Dorat település Franciaországban, Haute-Vienne megyében. Lakosainak száma 1526 fő (2022. január 1.). Le Dorat Dinsac, Magnac-Laval, Oradour-Saint-Genest, Saint-Ouen-sur-Gartempe és Saint-Sornin-la-Marche községekkel határos.

## Népesség
A település népességének változása:
| Lakosok száma | 1754 | 1703 | 1683 | 1638 | 1586 | 1535 | 1525 | 1526 |
|               | 2013 | 2015 | 2017 | 2018 | 2019 | 2020 | 2021 | 2022 |